# 格拉米凯莱
格拉米凯莱（義大利語：Grammichele）是意大利西西里大区卡塔尼亞廣域市的一个市镇。总面积30平方公里，人口13460人，人口密度448.7人/平方公里（2009年）。ISTAT代码为087018。